# میشل ستبون
میشل سِتبون (فرانسوی: Michel Setboun‎؛ زادهٔ ۲۷ اوت ۱۹۵۲) عکاس فرانسوی الجزایریتبار است. ستبون پس از اخذ مدرک در رشتهٔ معماری، در سال ۱۹۷۸ کار عکاسی را آغاز کرد. در هنگام انقلاب ایران او برای آژانس عکس سیپا کار می‌کرد. پس از آن به آژانس بلک استار رفت و در انتهای دههٔ هشتاد میلادی وقایع مغولستان، هنگ کنگ و آلبانی را برای آژانس‌های رافو و سیگما پوشش داد. از سال ۱۹۹۰ او یک عکاس فریلنسر است. ستبون در سال ۱۹۸۴ برای گزارشی در مورد اخراج دو میلیون پناهنده در نیجریه برندهٔ جایزهٔ نخست ورلد پرس فوتو شد.